# Choťovice
Ne doit pas être confondu avec Chotovice.
Choťovice (en allemand : Chotiowitz) est une commune du district de Kolín, dans la région de Bohême-Centrale, en République tchèque. Sa population s'élevait à 197 habitants en 2020.

## Géographie
Choťovice est arrosée par la Cidlina, un affluent de l'Elbe, et se trouve à 11 km à l'ouest-sud-ouest de Chlumec nad Cidlinou, à 16 km au nord-est de Kolín et à 64 km à l'est-nord-est de Prague.
La commune est limitée par Žehuň à l'ouest et au nord, par Lovčice au nord-est, par Žiželice à l'est, et par Radovesnice II, Dománovice et Polní Chrčice au sud.

## Histoire
La première mention écrite de la localité date de 1357.